# Hannes Staudinger
Pour les articles homonymes, voir Staudinger.
Hannes Staudinger, de son vrai nom Hans Staudinger (né le 7 mars 1907 à Wörgl, mort le 1er août 1974 à Munich) est un directeur de la photographie autrichien.

## Biographie
Staudinger veut d'abord être skieur professionnel. En 1933, il devient le premier assistant opérateur de Hans Schneeberger et de Richard Angst. Il est le directeur de la photographie du documentaire de l'expédition Die Kopfjäger von Borneo.
Après la Seconde Guerre mondiale, il fait de nombreuses collaborations avec Günther Anders. Seul directeur, il travaille dans des films de divertissements peu ambitieux. En 1968, il se rend en Australie pour participer au tournage d'Age of Consent.

## Filmographie
- 1936 : Die Kopfjäger von Borneo
- 1948 : An klingenden Ufern (de)
- 1948 : Verlorenes Rennen
- 1949 : Wiener Mädeln
- 1949 : Eroïca
- 1950 : Prämien auf den Tod
- 1952 : Bis wir uns wiederseh'n
- 1953 : Ich und meine Frau
- 1954 : Feu d'artifice
- 1955 : Dunja
- 1956 : Kaiserjäger
- 1957 : Die Lindenwirtin vom Donaustrand
- 1957 : Der kühne Schwimmer
- 1958 : Hoch klingt der Radetzkymarsch
- 1958 : Der Page vom Palast-Hotel
- 1958 : Der Priester und das Mädchen
- 1959 : Zwölf Mädchen und ein Mann (de)
- 1962 : Mit Musik kommt alles wieder
- 1964 : Liebesgrüße aus Tirol
- 1964 : Le Château de Barbe-Bleue
- 1964 : Les Joyeuses Commères de Windsor
- 1967 : Ivar Kreuger der Zündholzkönig (TV)
- 1968 : Age of Consent
- 1968 : Ich spreng' Euch alle in die Luft – Inspektor Blomfields Fall Nr. 1
- 1970 : Les Fantaisies amoureuses de Siegfried
- 1972 : Hauptsache Ferien (de)
- 1972 : Une Coccinelle à toute allure

## Source de la traduction
- (de) Cet article est partiellement ou en totalité issu de l’article de Wikipédia en allemand intitulé « Hannes Staudinger » (voir la liste des auteurs).